# Brotherella falcata
Brotherella falcata là một loài Rêu trong họ Sematophyllaceae. Loài này được (Dozy & Molk.) M. Fleisch. mô tả khoa học đầu tiên năm 1914.